# Protocolo de Tánger
El Protocolo de Tánger, también conocido como Estatuto de Tánger, hace referencia a un acuerdo internacional firmado en 1923 por el que se establecía el estatus internacional de la ciudad marroquí de Tánger. Ello dio lugar al establecimiento de la conocida como Zona Internacional de Tánger.

## Historia
En la ciudad de Tánger se hallaban instaladas las sedes de las delegaciones diplomáticas en Marruecos desde finales del siglo XIX. La posición de Tánger y su influencia en las relaciones diplomáticas ya se habían convertido en un problema internacional durante la Primera Crisis Marroquí. Desde la instauración del Protectorado Español de Marruecos, la cuestión sobre el estatus la administración de esta peculiar ciudad venía siendo un rompecabezas en el tablero internacional.

Bandera empleada en la Zona Internacional.

En 1923 fue firmado el acuerdo que estableció el nuevo estatus del territorio. Según este acuerdo la ciudad de Tánger se convertiría en una zona internacional. Este acuerdo fue firmado por representantes de España, Francia y el Reino Unido, uniéndose posteriormente Reino de Italia, Portugal, Bélgica y Países Bajos hacia 1928.
Comenzada la Segunda Guerra Mundial, España (bajo la Dictadura franquista) se hizo con el control de la ciudad el 14 de junio de 1940, aprovechando la Ocupación alemana de Francia. A partir de entonces, la ciudad se convirtió en un importante foco de espionaje y contrabando, llegándose a ser el centro del espionaje alemán en el Norte de África. Con el final de la contienda en 1945, las autoridades franquistas, el 11 de octubre, devolvieron la ciudad a su estatus anterior bajo presión de las potencias aliadas. Tánger continuó siendo zona internacional hasta que Marruecos obtuvo su independencia en 1956.